# Incontrôlable (film, 2006)
Pour les articles homonymes, voir Incontrôlable.
Pour plus de détails, voir Fiche technique et Distribution.
Incontrôlable est un film français réalisé par Raffy Shart, sorti en 2006.
Le film suit Georges, un homme malchanceux qui se réveille un matin et se rend compte qu'il ne contrôle plus son corps. Un « farceur » nommé Rex s'exprime à sa place avec la voix de Med Hondo, la voix française de l'acteur Eddie Murphy et celle de l'Âne dans Shrek, et ne cesse de se moquer de lui. Cet étrange manipulateur va mettre Georges dans des situations embarrassantes ou humiliantes.

## Synopsis
George (Michaël Youn) est un scénariste sur le déclin qui n'arrive pas à renouer avec le succès depuis 3 ans. Sa compagne, Rose (Julia Faure), le quitte mais George n'a d'yeux que pour son script qui lui permettrait de revenir sur le devant de la scène. Au bout de plusieurs mois, George termine son scénario intitulé Le Testament Crépusculaire, mais a pris beaucoup de poids à cause de son régime à base de fast-food, d'alcool et de cigarettes. 
George se rend à l'agence artistique de David Lubistch (Patrick Timsit) qui lui avait acheté ses scénarios précédents. Ce dernier ne jure que par Pierre-Emmanuel (Jacky Nercessian), l'auteur à la mode et estime que George devrait l'imiter. À l'issue de leur entretien, George n'arrive pas à lui faire lire son script et se voit, en prime, voler sa voiture. Pour évacuer sa frustration, George fait du squash avec Roger (Hippolyte Girardot), son meilleur ami dentiste, Catherine (Shirley Bousquet), son épouse et Marion (Hélène de Fougerolles) pour qui il a des sentiments depuis leur rencontre aux Beaux-Arts. Marion lui explique être entrée chez Cinémédia, une boîte de production, et lui propose de lire son script, mais George prétexte avoir signé ailleurs. Au bar, Marion lui dit de faire attention à sa santé, car son corps pourrait lui faire regretter. Parti chercher des cigarettes, George surprend ses amis parler de lui en mal, tant sur son physique, que sur ses capacités à écrire un scénario. Après leur avoir dit sa façon de penser, il part manger et se soûler dans un kebab. Complètement ivre, George s'enroule dans des guirlandes et s'électrocute. Après un cauchemar, George se réveille dans son lit et entend une voix, celle de Rex (qui s'exprime avec celle du comédien de doublage Med Hondo, voix française d'Eddy Murphy et de l'âne dans Shrek), qui prétend être son corps, bien décidé à se venger des mauvais traitements qu'il lui fait subir depuis trop longtemps. Rex le contorsionne dans tous les sens et finit par le faire tomber.
Le lendemain, George tente d'expliquer à Roger ce qui lui arrive au cours d'un repas, mais Rex s'en mêle et lui fait faire n'importe quoi. Roger emmène alors son ami dans un hôpital psychiatrique pour le faire interner. Lors de l'entretien, Rex persuade le directeur que Roger est le malade et le dentiste est emmené à sa place. Sur le chemin du retour, George tente de reprendre le contrôle de son corps, mais Rex le met en danger et leur voiture est arrêté par un gendarme nain. George s'enfuit et réussit quand même à passer un coup de fil à Marion pour lui donner rendez-vous dans un jardin avant que sa voiture ne s'écrase dans un bac à sable, juste à côté de là où elle l'attendait. Persuadée que George est surmené à cause de son train de vie, Marion l'emmène dans la maison de ses parents à la campagne. 
Là-bas, George fait la connaissance de la mère de Marion, ses trois sœurs, sa grand-mère gâteuse et son père, Denis, catholique traditionaliste, amateur de chasse et de taxidermie. Pendant la soirée, George se rapproche de Marion, mais Rex s'incruste pendant la discussion et la drague lourdement. Le lendemain, George est invité à participer au repas près de la piscine familiale. Rex en profite pour lui donner une érection devant les sœurs de Marion en bikini et George s'enferme dans les toilettes prétextant que cela est dû à une maladie qu'il a depuis l'enfance. George tente de calmer son érection mais finit simplement par casser le réservoir des sanitaires sans y arriver et est renvoyé de la maison à cause de son comportement. Sur le chemin du retour, David l'appelle pour lui donner rendez-vous pour qu'il signe « le contrat de sa vie ». 
Lors du repas, George signe les documents malgré les mises en garde de Rex et touche de l'argent. David lui révèle après coup que son scénario sera signé par Pierre-Emmanuel, car la chaîne Cinémédia le veut à sa place. George tente de se battre avec David et Pierre-Emmanuel mais Rex n'intervient pas et George est jeté dehors, laissant tomber l'argent qu'il venait de toucher. Pour se faire pardonner, Rex l'emmène à un enterrement et fait danser les participants pour toucher l'argent de la quête. George se rend alors chez Roger (libéré entretemps) pour qu'il le sauve de son corps de plus en plus incontrôlable. Roger, remonté contre George, l'attache à une chaise de son cabinet, lui injecte un calmant et part à la soirée Cinémédia, où l'attendent Catherine et Marion. Rex réussit à se libérer, ingère des médicaments pour se doper et part les retrouver. 
Arrivé à la soirée, Rex en profite pour mettre de "l'austistaumax", un calmant puissant, dans la pipe de David et commence à forcer Denis, puis sa fille à danser avec lui. Pendant ce temps, David, drogué, révèle au dirigeant de Cinémédia que George est le véritable scénariste du Testament Crépusculaire, avant que tout ne finisse en bagarre entre lui et Denis. Marion gifle George, qui reprend ses esprits avant de lui dire qu'elle ne veut plus le revoir. George, à bout, décide de se suicider, mais Rex l'en empêche. Rex comprend alors que George est amoureux d'elle et décide de faire la paix avec lui. Encouragé par son corps, George écrit un nouveau script qui raconte son histoire avec Rex. À sa surprise, Marion vient le voir, car ses patrons souhaiteraient lire l'un de ses scénarios. George lui propose alors celui sur Rex, lui demandant de le lire pour qu'elle comprenne son comportement. Au bout de plusieurs jours, Marion lui demande de la rejoindre dans le parc où il lui avait donné rendez-vous. Malgré les avances de Rose venu le reconquérir et Roger venu s'excuser, George réussit à se rendre auprès de Marion et le couple s'embrasse.
Dans la propriété des parents de Marion (partis à Ouarzazate au Maroc), George et Marion se rapprochent pour faire l'amour. Marion s'isole dans la salle de bain pour s'épiler les aisselles. Pour passer le temps, George effectue un strip-tease et s'amuse avec les différents animaux empaillés. Au moment où il retire son slip, il constate que toute la famille est rentrée, car la grand-mère a eu une insolation. Marion arrive également à ce moment-là et Rex lui explique que « Mamie a eu une insolation à Ouarzazate ».

## Fiche technique
- Titre : Incontrôlable
- Réalisateur : Raffy Shart
- Scénariste : Raffy Shart
- Producteur : Abel Nahmias
- Société de production : SAJ, Seven Productions, TF1 Films Production, avec les participations de Canal+ et Cinécinéma
- Société de distribution : Pathé
- Photographie : Carlo Varini
- Musique : Raffy Shart
- Montage : Marco Cavé
- Décors : Didier Naert
- Costumes : Françoise Bourrec
- Pays de production :  France
- Format : couleur — 35 mm[réf. nécessaire] — 1,85:1 — Dolby Digital
- Genre : comédie
- Durée : 90 minutes
- Date de sortie :
  - France, Belgique : 8 février 2006

## Distribution
- Michaël Youn : Georges, scénariste sur le déclin
- Thierry Lhermitte : Denis, catholique traditionaliste, amateur de chasse et de taxidermie
- Hippolyte Girardot : Roger, ami de Georges, dentiste
- Hélène de Fougerolles : Marion, amie de Georges, fille de Denis
- Patrick Timsit : David Lubistch, agent artistique de Georges
- Cyrielle Clair : Grâce
- Shirley Bousquet : Catherine, épouse de Roger
- Françoise Bertin : Mamie, grand-mère de Marion
- Julia Faure : Rose, compagne de Georges
- Rebecca Hampton : Rebecca
- Jacky Nercessian : Pierre-Emmanuel, auteur à la mode
- Gilles Gaston-Dreyfus : Docteur Clair, le médecin
- Christophe Fluder : L'agent Francky
- Régis Laspalès : Le prêtre aux funérailles
- Med Hondo : voix de Rex
- Sabine Perraud : Manon
- Delphine Chanéac : Laura
- India Weber : Jade
- Catherine Gautier : La belle veuve
- Jean-Pierre Durand : Bud
- Urbain Cancelier : Le producteur / Le président de la chambre syndicale des producteurs
- John Goldsmith : Brooks
- Yves-Antoine Spoto : Claude Berri
- Patrick Haudecœur : Le gardien du parc
- Jacques Ciron : Le militaire dans l'église
- Bernard Fructus : François
- Martin Esposito : Le serveur du palace
- Éric Le Roch : L'employé des pompes funèbres
- Jo Prestia : Le videur extérieur aux "Folies Bergère"
- Jean-Pierre Luxon : Le videur aux "Folies Bergère"
- Noémie Rosenblatt : La serveuse du resto diner
- Anna Reinhardt : Christy
- Xavier Her : Chuck Norris
- Arsène Mosca : Le maghrébin
- Elina Haragovich : La fille aux chevaux de bois
- Karol Rouland : La femme de Brooks
- Claude Hall : La femme du producteur
- Jim Shaft : L'adolescent dans le parc
- Laura Chaignat : L'adolescente dans le parc
- Mathieu Delarive : La doublure voix plateau
- Pussy Cat : Le chat de Marion
- Robby Youn : Le chien de Michaël
- Anne-Marie Affret : La voisine à l'église
- Benjamin Morgaine : Un amoureux du parc
- Vincent Desagnat : Un amoureux du parc
- Moussa Niakaté : videur de la soirée

## Réception
Le film reçoit un accueil critique défavorable de la presse et des spectateurs. Pour Le Parisien, le film est « lourdingue, vulgaire, hystérique et sans imagination ». Dans Score, Romain Cole résume : « Un film qui vous met face au néant du cinéma. »
Le film est 23e dans la liste des pires films de tous les temps sur AlloCiné, avec une note de 1,2/5.

## Autour du film
- Pour jouer le rôle de Georges, Michaël Youn s'est imposé un régime à base de Kebab et, finalement, a pris 18 kilos en deux mois[3].
- Quand Georges se met à parler avec la voix de Buddy Love dans Le Professeur Foldigue et de l'Âne dans Shrek, Michaël Youn est doublé par le comédien Med Hondo, qui prête habituellement sa voix aux doublages français d'Eddie Murphy. Cependant lorsque Rex se met à chanter un gospel lors des funérailles de M. Felix, Youn assure lui-même l'interprétation.
- Le policier auquel a affaire Michaël Youn dans le film, devait au départ être interprété par Richard Berry, mais ce dernier ne put participer pour cause d'incompatibilité de planning.
- Deux personnalités sont présentes dans l'histoire : Chuck Norris, qui apparaît dans une réclame publicitaire pour un outil de sport, et Claude Berri, à l'époque patron de la société Pathé Renn Productions qui a produit le film. Mais ceux-ci sont interprétés par des acteurs.
- À sa sortie DVD, le film est sorti avec Vivre c'est mieux que mourir, un remontage du film dépeignant une histoire d'espionnage et de meurtres. Les acteurs de la distribution sont doublés par des spécialistes du doublage tels que Patrick Poivey et Céline Monsarrat.
- Outre Med Hondo, un autre comédien spécialisé dans le doublage figure dans le film : il s'agît de Jacques Ciron, qui fût entre autres la voix d'Alfred Pennyworth dans plusieurs adaptations de Batman.
- Une tarentelle est audible à la 10e minute du film.
- Une photo du film Il bidone est visible à la 66e minute du film.
- Le film fait référence à des films avec des personnages souffrant de dédoublement, tel que Psychose, Fous d'Irène, Professeur Foldingue, etc.

- Jo Prestia et Arsène Mosca rejoueront ensemble dans le film Le Mac.

## Lieux de tournage
- Université de Cergy-Pontoise, Paroisse Notre-Dame de l'Arche d'Alliance (Paris 15), Parc Arlington (Serris), Pont de Tancarville, Place Vendôme (Paris 1), Hôtel Régina (Paris 1), Place Saint-Michel (Paris 6)

Café des cascadeurs (déguisé en HD Diner) ([Disneyland Paris]), Backstages studio 1 ([Disneyland Paris])